# Metryka Gödla
Metryka Gödla – rozwiązanie równań Einsteina ogólnej teorii względności znalezione przez Kurta Gödla w 1949, w którym tensor energii-pędu zawiera dwa określenia, pierwsze reprezentuje gęstość materii homogenicznie rozmieszczonych wirujących cząsteczek pyłu, druga związana jest z niezerową stałą kosmologiczną.
Rozwiązanie to ma dziwne właściwości. W szczególności chodzi o istnienie zamkniętych krzywych czasopodobnych, które dopuszczałyby w pewnym sensie podróże w czasie we wszechświecie opisanym przez powyższe rozwiązanie. Rozważana czasoprzestrzeń jest ciekawym i ważnym przykładem dydaktycznym.

## Definicja formalna
Tak jak dowolną czasoprzestrzeń Lorentza, rozwiązanie Gödla jest zdefiniowane przez podanie elementu liniowego w lokalnym układzie współrzędnych
{\displaystyle ds^{2}={\frac {1}{2\omega ^{2}}}\,\left(-\left(dt+\exp(x)\,dz\right)^{2}+dx^{2}+dy^{2}+{\frac {1}{2}}\exp(2x)\,dz^{2}\right)}
{\displaystyle -\infty <t,x,y,z<\infty }
gdzie {\displaystyle \omega } jest niezerową, rzeczywistą stałą, która przekształca się w prędkość kątową, gdy jest mierzona przez niewirującego obserwatora.

## Interpretacja kosmologiczna
Za Gödlem można interpretować cząsteczki pyłu jako galaktyki, w związku z czym rozwiązanie Gödla staje się kosmologicznym modelem wirującego wszechświata. Poza rotacją model ten nie bierze pod uwagę rozszerzania się wszechświata, więc nie przedstawia on realistycznego modelu wszechświata, w którym żyjemy. Może jednak ilustrować alternatywny wszechświat, którego istnienie nie jest sprzeczne z teorią względności. Inne mniej znane rozwiązanie Gödla bierze pod uwagę zarówno rotację, jak i ekspansję wszechświata oraz inne właściwości pierwszego modelu. Zatem podstawowym czynnikiem przemawiającym na niekorzyść tego rozwiązania jest obserwacyjne potwierdzenie faktu, że wszechświat nie rotuje.